# معاهده دولتی اتریش

مناطق اشغالی در اتریش، ۱۹۴۵-۱۹۵۵

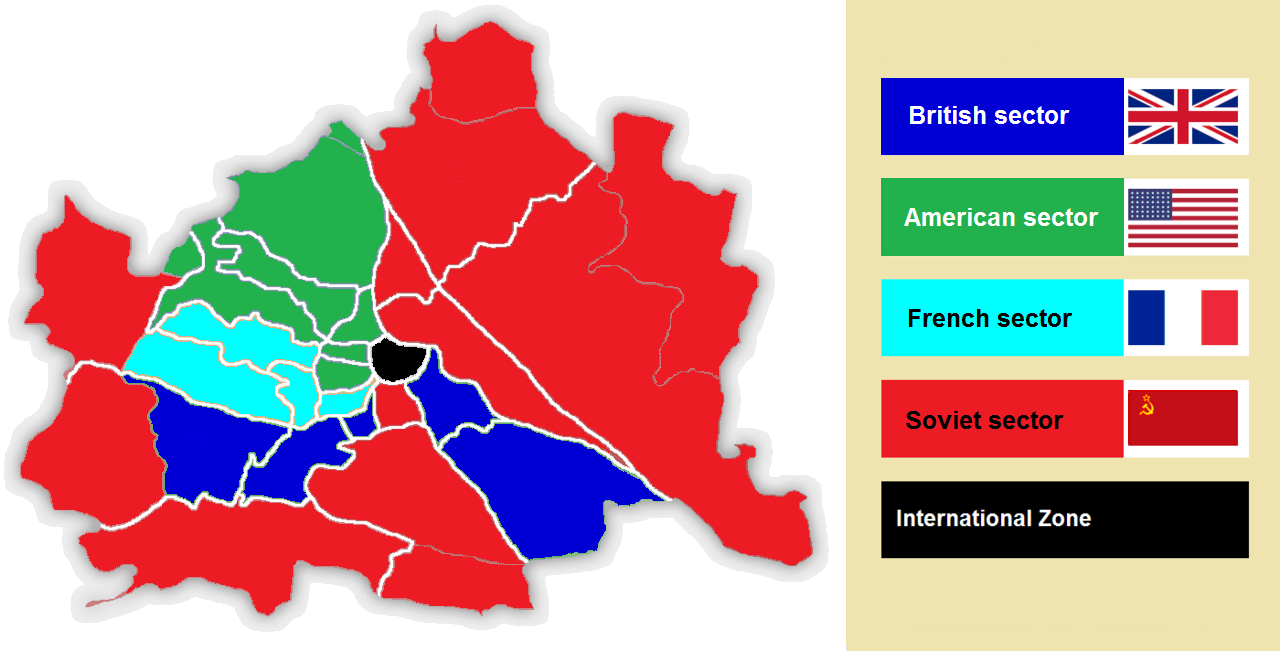
مناطق اشغالی در وین، ۱۹۴۵-۱۹۵۵

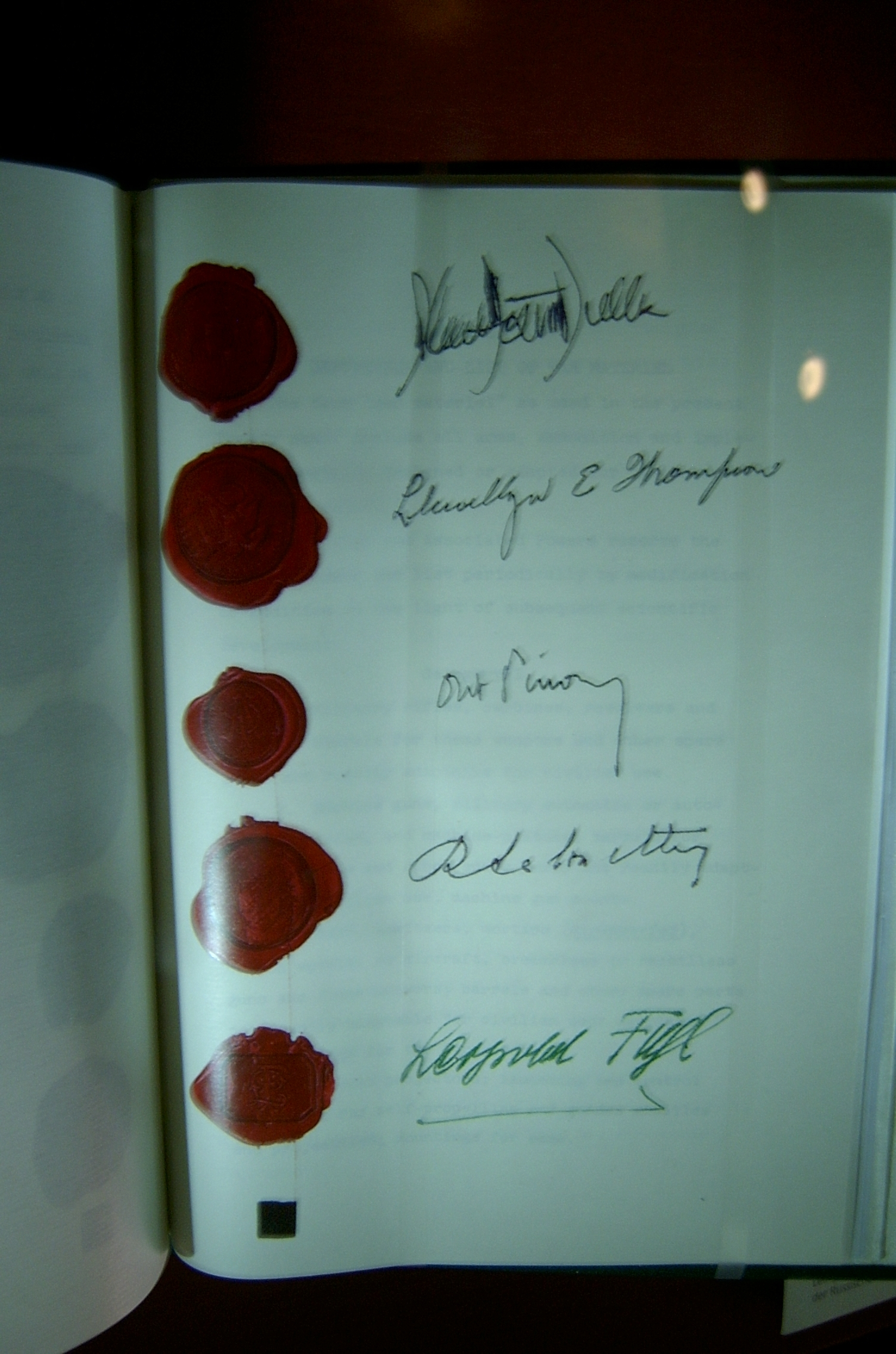
معاهده دولتی اتریش با امضای دالس، تامپسون، پینای، لالوئت و لئوپولد فیگل ، وزیر امور خارجه اتریش

معاهده دولتی اتریش ( آلمانی: Österreichischer Staatsvertrag [ˈøːstəraɪçɪʃɐ ˈʃtaːtsfɛɐ̯ˌtraːk] () ) یا معاهده استقلال اتریش، معاهده‌ای چندجانبه بود که بر اساس آن، کشور اتریش به عنوان یک کشور مستقل شناخته شد.  این قرارداد در ۱۵ مه ۱۹۵۵ در وین در بلودر بین کشورهای متفقین که به عنوان اشغالگران اتریش شناخته میشدند (فرانسه، بریتانیا، ایالات متحده آمریکا و اتحاد جماهیر شوروی) و دولت اتریش امضا شد.  جمهوری فدرال خلق یوگسلاوی نیز متعاقباً به این معاهده ملحق شد. مفاد این قرارداد به صورت رسمی در ۲۷ ژوئیه ۱۹۵۵ میلادی به اجرا درآمد. 
عنوان کامل آن «معاهده بنیانگذاری دوباره‌ی اتریش مستقل و دموکراتیک، امضا شده در وین در ۱۵ مه ۱۹۵۵» است (به زبان آلمانی: Staatsvertrag betreffend die Wiederherstellung eines unabhängigen und demokratischen Österreich, unterzeichnet in Wien am 15. Mai).

## کلیات و ساختار
این معاهده یک اتریش آزاد، مستقل و دموکراتیک را دوباره بنیان نهاد و آنرا به رسمیت شناخت. اساس این معاهده اعلامیه مسکو در ۳۰ اکتبر ۱۹۴۳ بود. این قرارداد و پیوست‌های آن امتیازات میدان نفتی شوروی و حقوق مالکیت پالایشگاه‌های نفت در شرق اتریش و انتقال دارایی‌های شرکت کشتیرانی دانوب به اتحاد جماهیر شوروی را پیش‌بینی می‌کرد. 

### امضاءکنندگان معاهده
- وزرای خارجه متفقین:
  - ویاچسلاو مولوتوف (اتحاد جماهیر شوروی)
  - جان فاستر دالس (ایالات متحده)،
  - هارولد مک میلان (بریتانیا)
  - آنتوان پینا (فرانسه)
- کمیساریای عالی قدرت‌های اشغالگر:
  - ایوان ایلیتچف (اتحاد جماهیر شوروی)
  - جفری والینگر (بریتانیا)
  - Llewellyn E. Thompson Jr. (ایالات متحده)
  - راجر لالوئت (فرانسه).
- وزیر خارجه اتریش:
  - لئوپولد فیگل

### نُه بخش از معاهده
- مقدمه
- مقررات سیاسی و سرزمینی
- مقررات سفر نظامی و هوایی
- غرامت
- مالکیت، قانون و منافع
- روابط اقتصادی
- قوانین مربوط به اختلافات
- مقررات اقتصادی
- مقررات نهایی

## توسعه
پس از واقعه  آنشلوس در سال ۱۹۳۸، اتریش به طور کلی استقلال خود را از دست داد و به عنوان بخشی از آلمان نازی شناخته شد. با این حال، در سال ۱۹۴۳، متفقین در اعلامیه مسکو موافقت کردند که اتریش در عوض به عنوان اولین قربانی تجاوز نازی‌ها در نظر گرفته شود - البته بدون انکار نقش اتریش در جنایات نازی‌ها - و به عنوان یک کشور آزاد شده و مستقل پس از جنگ با آنها رفتار شود.
بی‌درنگ و پس از جنگ جهانی دوم ، اشغال اتریش توسط متفقین در ۲۷ آوریل ۱۹۴۵ آغاز شد، زمانی که اتریش تحت کنترل متفقین ادعای استقلال از آلمان را در نتیجه حمله وین کرد. کشور اتریش پس از تکمیل اشغال، توسط متفقین به چهار منطقه تقسیم شده بود و به طور مشترک توسط چهار کشور اصلی متفقین یعنی بریتانیا، اتحاد جماهیر شوروی، ایالات متحده آمریکا و فرانسه تحت تسلط قرار گرفت و اینگونه اداره می‌شد. شهر وین به عنوان پایتخت اتریش نیز به طور مشابه تقسیم شده بود، اما منطقه مرکزی به طور جمعی توسط شورای کنترل متفقین اداره می‌شد.
در حالی که آغازگر جنگ جهانی، آلمان در سال ۱۹۴۹ به آلمان شرقی و آلمان غربی تقسیم شده بود، اتریش تا سال ۱۹۵۵ تحت اشغال مشترک متحدان غربی و اتحاد جماهیر شوروی باقی ماند. وضعیت آن به موضوعی بحث برانگیز در جنگ سرد تبدیل شد. اولین تلاش‌ها برای گفتگو برای دستیابی به یک معاهده توسط اولین دولت پس از جنگ انجام شد. با این حال، آنها شکست خوردند زیرا متفقین می‌خواستند ابتدا یک معاهده صلح با آلمان ببینند. با پیشرفت جنگ سرد احتمال یک معاهده کاهش می‌یافت. با این حال، اتریش با موفقیت توانست بخشی از سرزمین‌های خود با نام کارینتیا را در برابر خواسته‌ها و تجاوزات جمهوری فدرال خلق فدرال یوگسلاوی حفظ و نگهداری کند، با این حال موضوع بازگشت دوباره‌ی بخش‌هایی از اتریش یعنی تیرول جنوبی، که توسط ایتالیا از اتریش-مجارستان در سال ۱۹۱۹ ضمیمه شده بود، آنچنان مورد توجه قرار نگرفت.
جو گفتگوها در این دوره، با مرگ جوزف استالین رئیس جمهور شوروی در سال ۱۹۵۳ و گرم‌شدن روابط موسوم به گرم شدن خروشچف به شدت بهبود یافت. مذاکرات با مولوتوف، وزیر امور خارجه شوروی، در فوریه ۱۹۵۵ با موفقیت به نتیجه رسید. 
پس از وعده‌های اتریش مبنی بر بی‌طرفی همیشگی و دائمی، اتریش در ۱۵ مه ۱۹۵۵ به استقلال کامل رسید و آخرین نیروهای اشغالگر در ۲۵ اکتبر همان سال اتریش را به طور کامل ترک و اداره آن را به دولت سپردند.

## نکات مهم در معاهده
علاوه بر مقررات عمومی و به رسمیت شناختن دولت اتریش، حقوق اقلیت‌های اسلوونیایی و کروات نیز به صراحت شرح داده شد. همچنین رویداد آنشلوس (اتحاد سیاسی اتریش با آلمان)، همانطور که در سال ۱۹۳۸ اتفاق افتاد، ممنوع شد (به رسمیت شناختن حاکمیت و استقلال اتریش توسط آلمان و انصراف آلمان از ادعاهای ارضی بر اتریش بعداً در معاهده ۱۹۹۰ در مورد توافق نهایی با احترام به آلمان در مورد مرزهای موجود، اما نه به طور خاص پوشش داده شد). همچنین فعالیت سازمان‌های نازی و فاشیستی ممنوع اعلام شد و تحت پیگرد قرار گرفت.
بی‌طرفی اتریش در واقع در متن اصلی معاهده نیست، اما پارلمان این کشور در ۲۶ اکتبر ۱۹۵۵ پس از خروج آخرین نیروهای متفقین بنابر معاهده اتریش آن را اعلام و تصویب کرد.

## نتیجه
در نتیجه این معاهده، متفقین در ۲۵ اکتبر ۱۹۵۵ به طور کامل خاک اتریش را ترک کردند. ۲۶ اکتبر به عنوان یک جشن ملی (تا سال ۱۹۶۵ روز پرچم نامیده می شود) جشن گرفته می‌شود. گاهی اوقات تصور می‌شود که این جشن، یادبود خروج نیروهای متفقین است، اما در واقع این جشن مربوط به بیانیه بی‌طرفی اتریش در جنگ است و آنها این موضوع را جشن می‌گیرند که در تاریخ ۲۶ اکتبر ۱۹۵۵ توسط پارلمان تصویب شد.